# Мегаклите (спутник)
Мегаклите (от др.-греч. Μεγακλείτη) — естественный спутник Юпитера.

## Открытие
Был обнаружен группой астрономов из Гавайского университета под руководством Скотта Шеппарда 25 ноября 2000 года и получил временное обозначение S/2000 J 8.
Назван в октябре 2002 года Мегаклите в честь возлюбленной Зевса, которая в других источниках носит имя Мегакло (дочь Макарея с Лесбоса).

## Орбита
Оборот вокруг Юпитера совершает в среднем на расстоянии 23 806 000 километров за 752 дня и 19 часов. Ретроградная орбита с эксцентриситетом 0,308 имеет наклон 150 ° к эклиптике (148 ° к экватору). Входит в группу Пасифе.

## Физические характеристики
Диаметр Мегаклите составляет около 5 км. Плотность оценивается 2,6 г/см³. Предположительно состоит из силикатных пород. Поверхность очень тёмная, альбедо составляет 0,04. Звёздная величина равна 21,7m.